# Диана (проток)
Вижте пояснителната страница за други значения на Диана.
Диана е проток в Тихи океан, отделящ островите Кетой от Симушир. Свързва Охотско море и Тихи океан.
Дължината му е около 15 km, минималната ширина е 20 km, а максималната дълбочина е над 500 m. Бреговете са стръмни, планински. 
В протока се вливат множество ручеи, най-големият от които е Сточний. По северното крайбрежие има множество подводни и надводни скали.
Средното ниво на приливите в района е около 1 m. Протокът се намира в акваторията на Сахалинска област, бреговете му не са населени.
Протокът е наречен от лейтенант Василий Головнин в чест на кораба „Диана“, с който той извършва изследване в района на Курилските острови.